# Dème de Diónysos
Le dème de Diónysos, en grec moderne : Δήμος Διονύσου / Dímos Dionýsou, est un dème de l'Attique de l'Est, au nord d'Athènes, en Grèce. Son chef lieu est l'agglomération d'Ágios Stéfanos.
La superficie de la municipalité est de 68,66 km2 et sa population, selon le recensement de 2011, s'élève à 40 193 habitants.